# ロバート・ウォーカー・マクベス
ロバート・ウォーカー・マクベス（Robert Walker Macbeth RA、1848年9月30日 - 1910年11月1日）は、スコットランド生まれの画家、版画家である。牧歌的な風景や、田舎の人々の生活を油絵や水彩画で描いた。

## 略歴
グラスゴーで肖像画家、ノーマン・マクベス（Norman Macbeth RSA: 1821-1888）の息子に生まれた。 兄のジェームズ・マクベス（James Macbeth: 1847–1891）、弟のヘンリー・マクベス＝レイバーン（Henry Macbeth-Raeburn RA: 1860–1947）も画家になった。
ロンドンで絵を学び、美術雑誌「The Graphic」のイラストレータとして働いた。イギリスにおける自然主義の画家、ジョージ・ヘミング・メイソン（George Heming Mason ARA: 1818-1872）やフレデリック・ウォーカー（Frederick Walker ARA RWS: 1840-1875）の作品の影響を受けて、リンカンシャーやサマセットの田園の人々を描くようになり、 1890年の作品「The Cast Shoe（蹄鉄の落下）」は、その年イギリス国内で制作された最も優れた絵画を買い上げるための基金（Chantrey Bequest）で買い上げられ、ナショナル・ギャラリーに収蔵されている。1895年にはロンドンの王立取引所の壁画を描く画家の一人に選ばれ、『ヴィクトリア女王による三代目王立取引所の落成』を描いた。
1871年からロイヤル・アカデミー・オブ・アーツの展覧会やロンドンのグロスヴナー・ギャラリーなどの画廊で作品を展示し、バーミンガムの王立バーミンガム芸術家協会の展覧会やエディンバラの王立スコットランド・アカデミーの展覧会、グラスゴーの王立美術協会の展覧会などにも出展した。
1871年に王立水彩協会（Royal Watercolour Society）の準会員に選ばれ、1901年に正会員になった。1880年に版画の協会（Royal Society of Painter-Etchers and Engravers）の会員になり、1909年に名誉会員になった 。Royal Institute of Painters in Water Coloursや Royal Institute of Oil Paintersの会員にも選ばれ、1883年にロイヤル・アカデミー・オブ・アーツの準会員になり、1903年に正会員になった。
1887年にインド植民地軍の将校の娘と結婚し、娘はリディア・ビルブルック（Lydia Bilbrook）の芸名の有名な女優になった。

## 作品

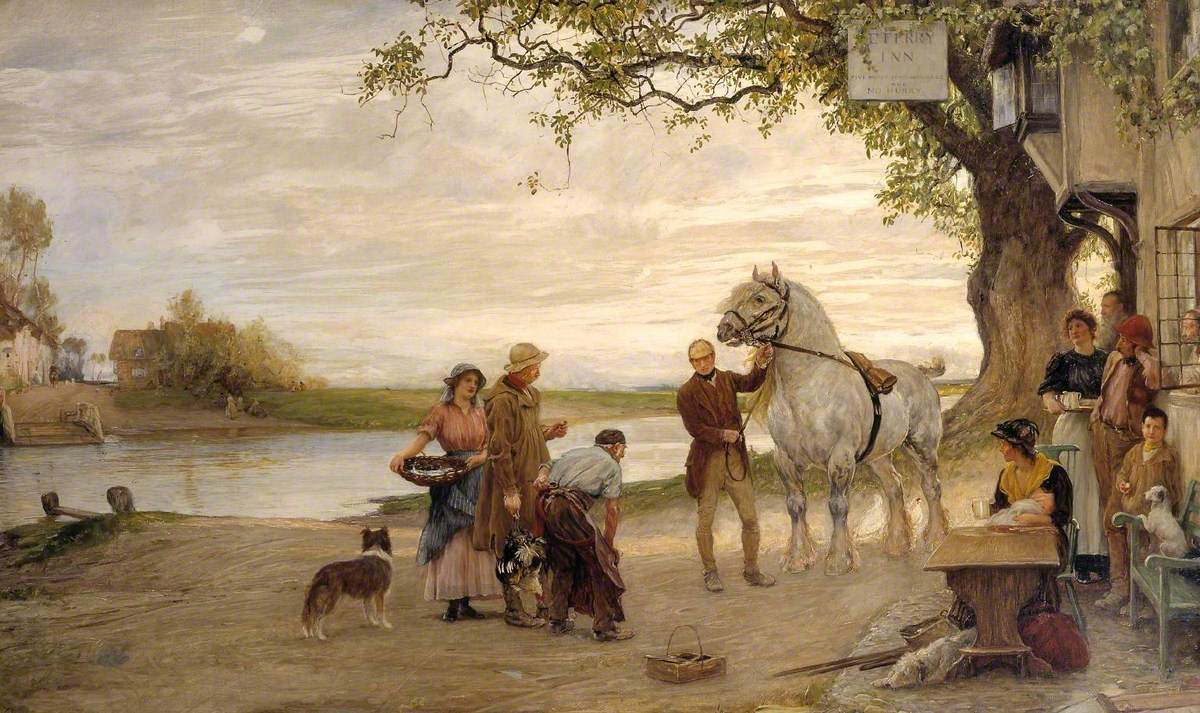
「The Cast Shoe（蹄鉄の落下）」 (1890) ナショナル・ギャラリー (ロンドン) 蔵
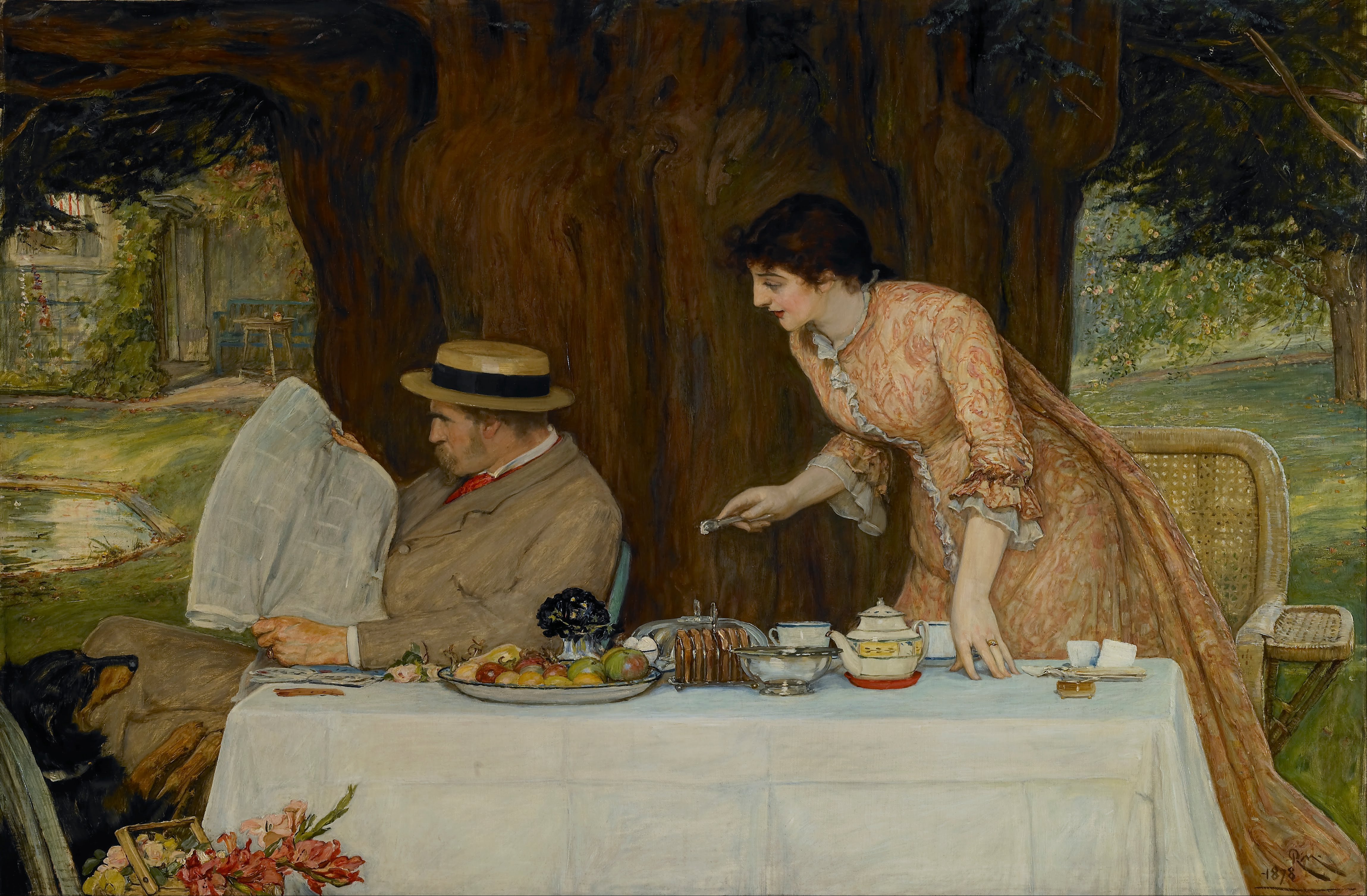
「Our First Tiff(初めての口喧嘩)」(1878) ウォーカー・アート・ギャラリー 蔵
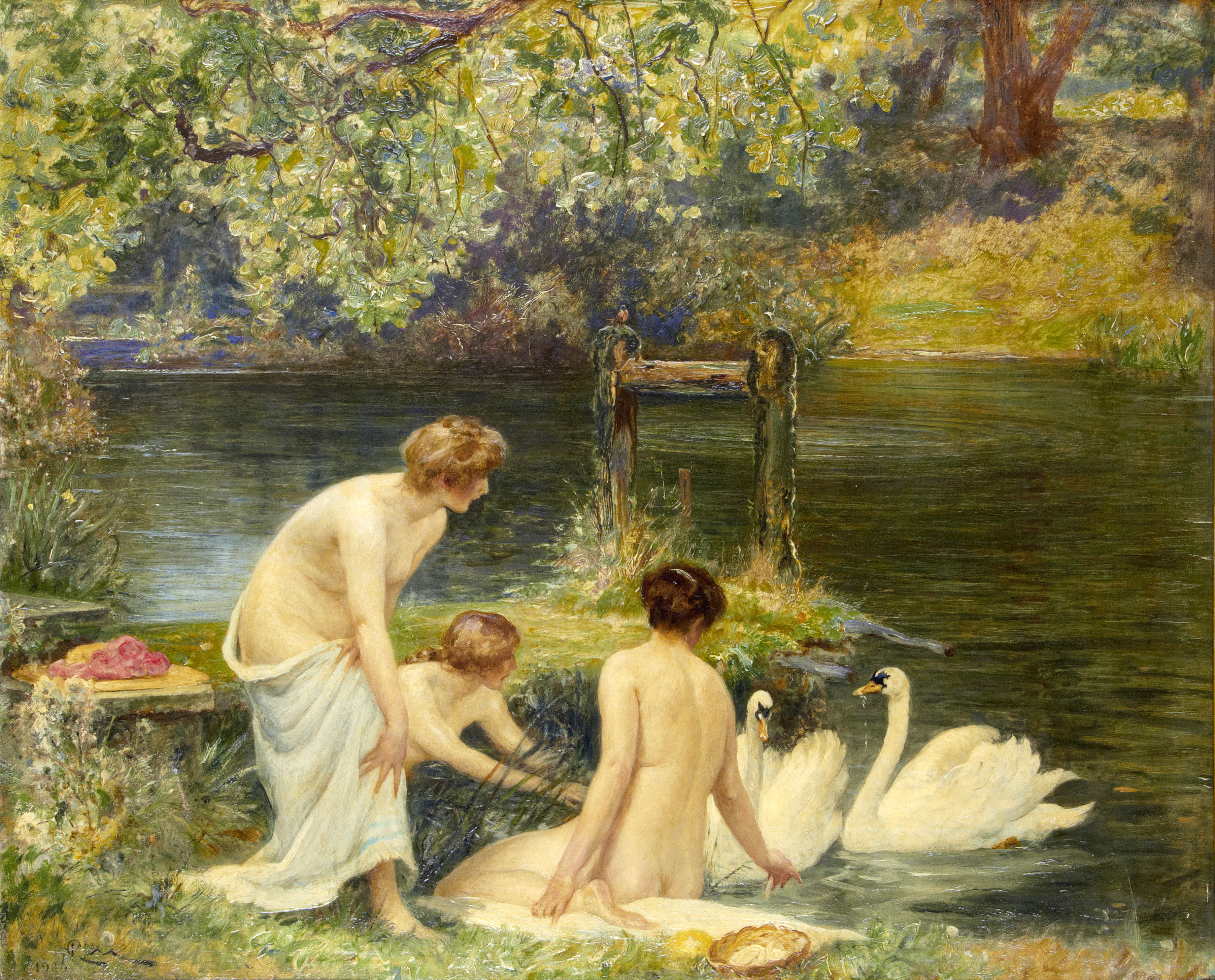
「夏の朝](1906)

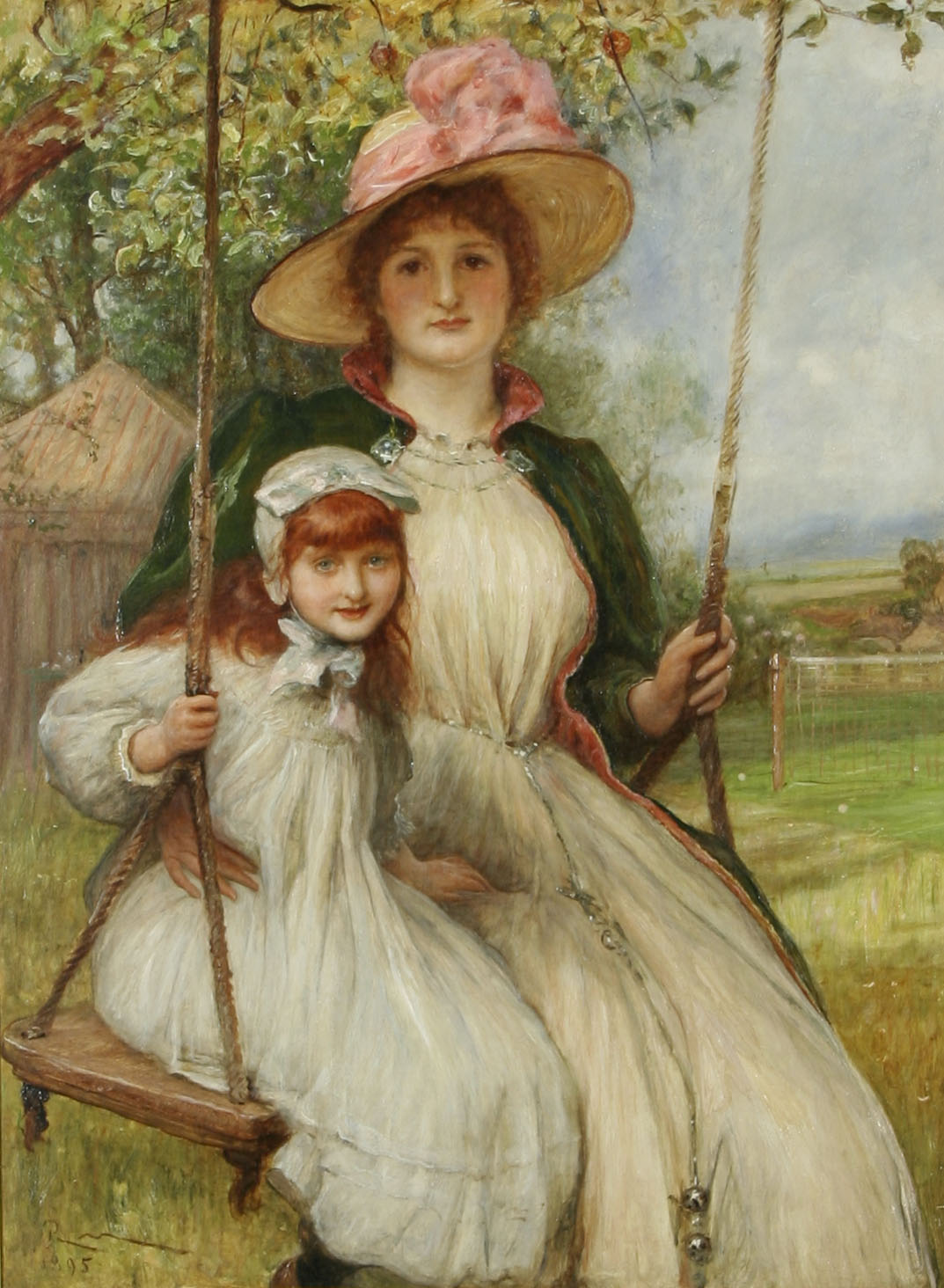
ブランコに乗る母娘(1895)
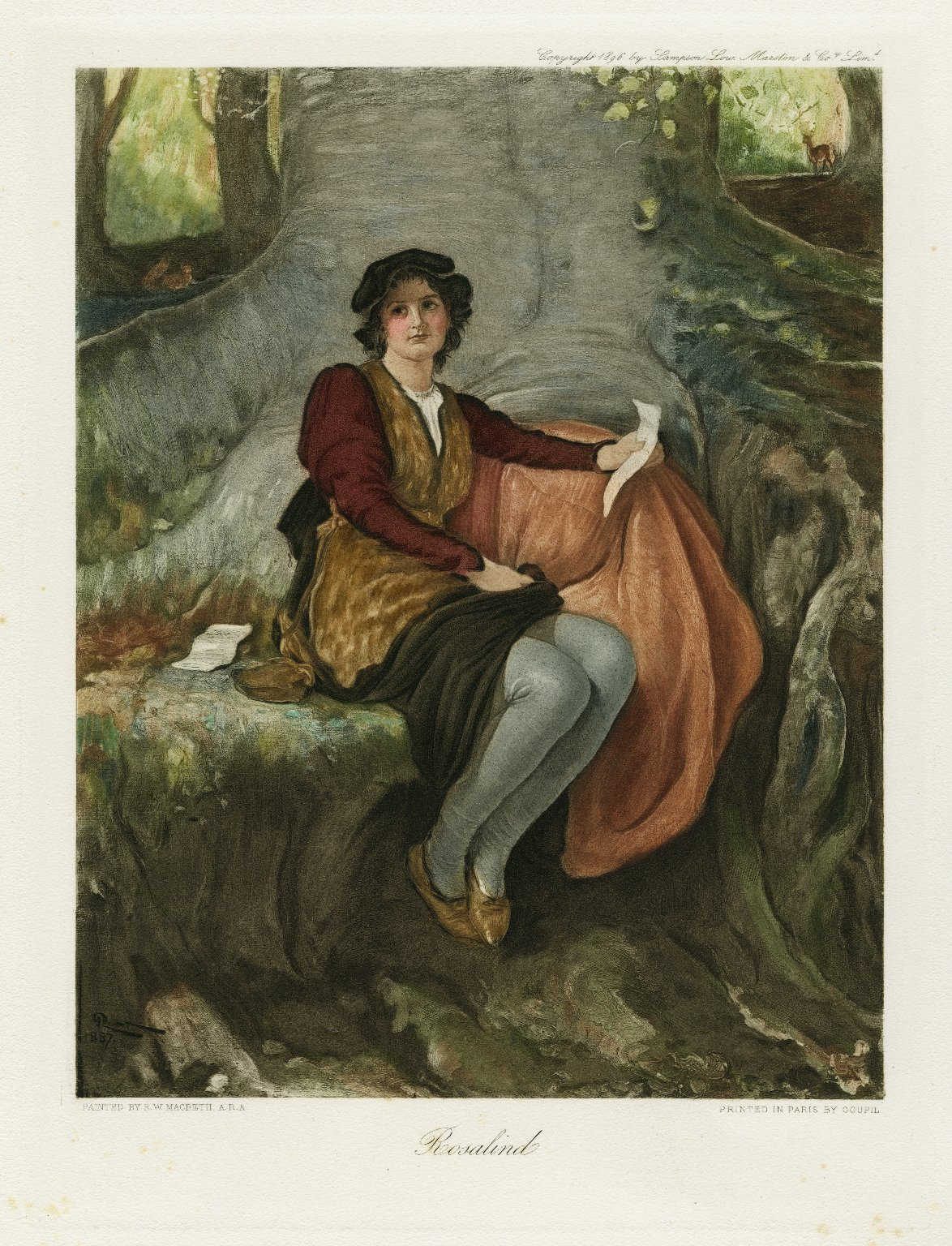
『お気に召すまま』のロザリンド(1896)
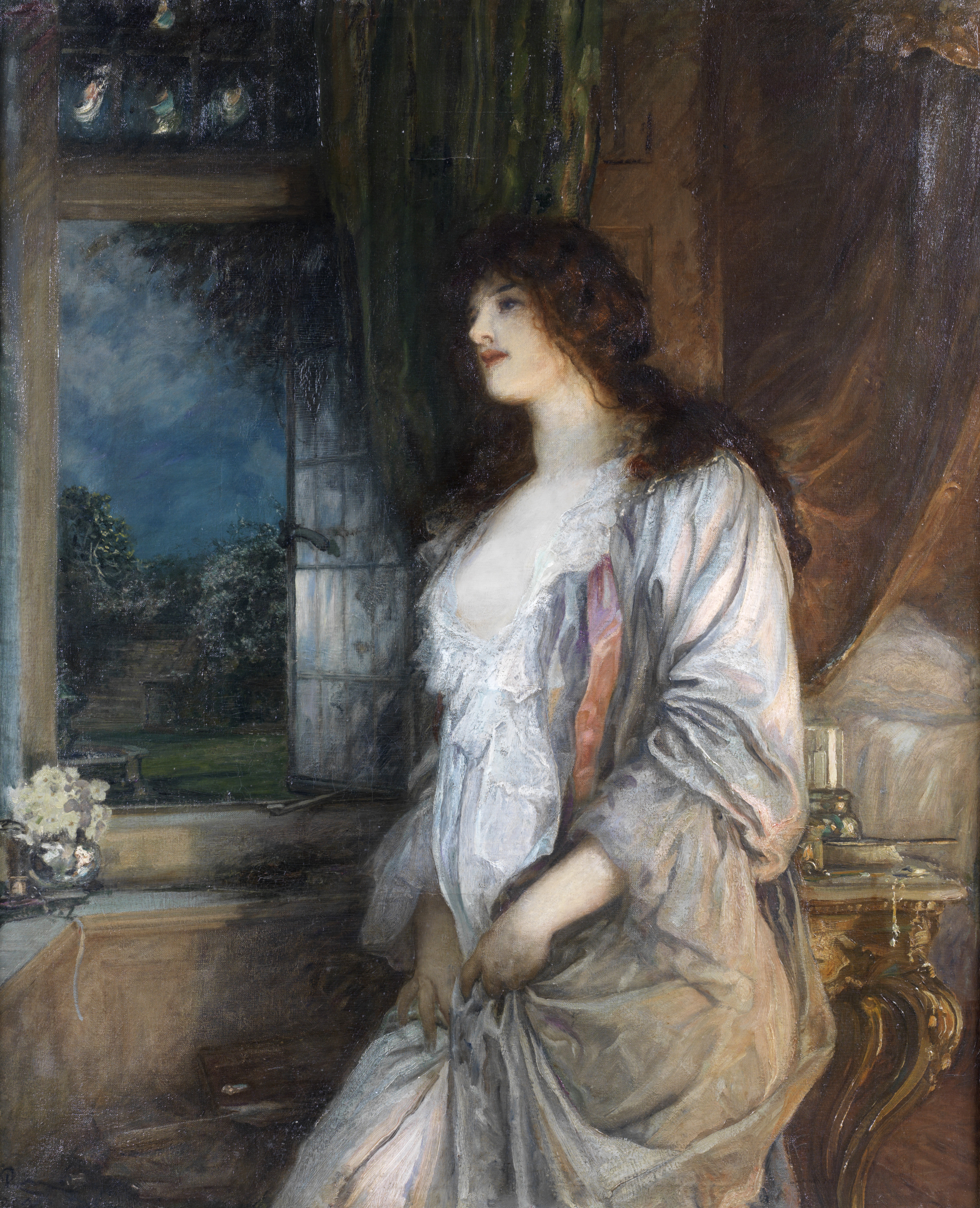
The nightingale's song(1904)
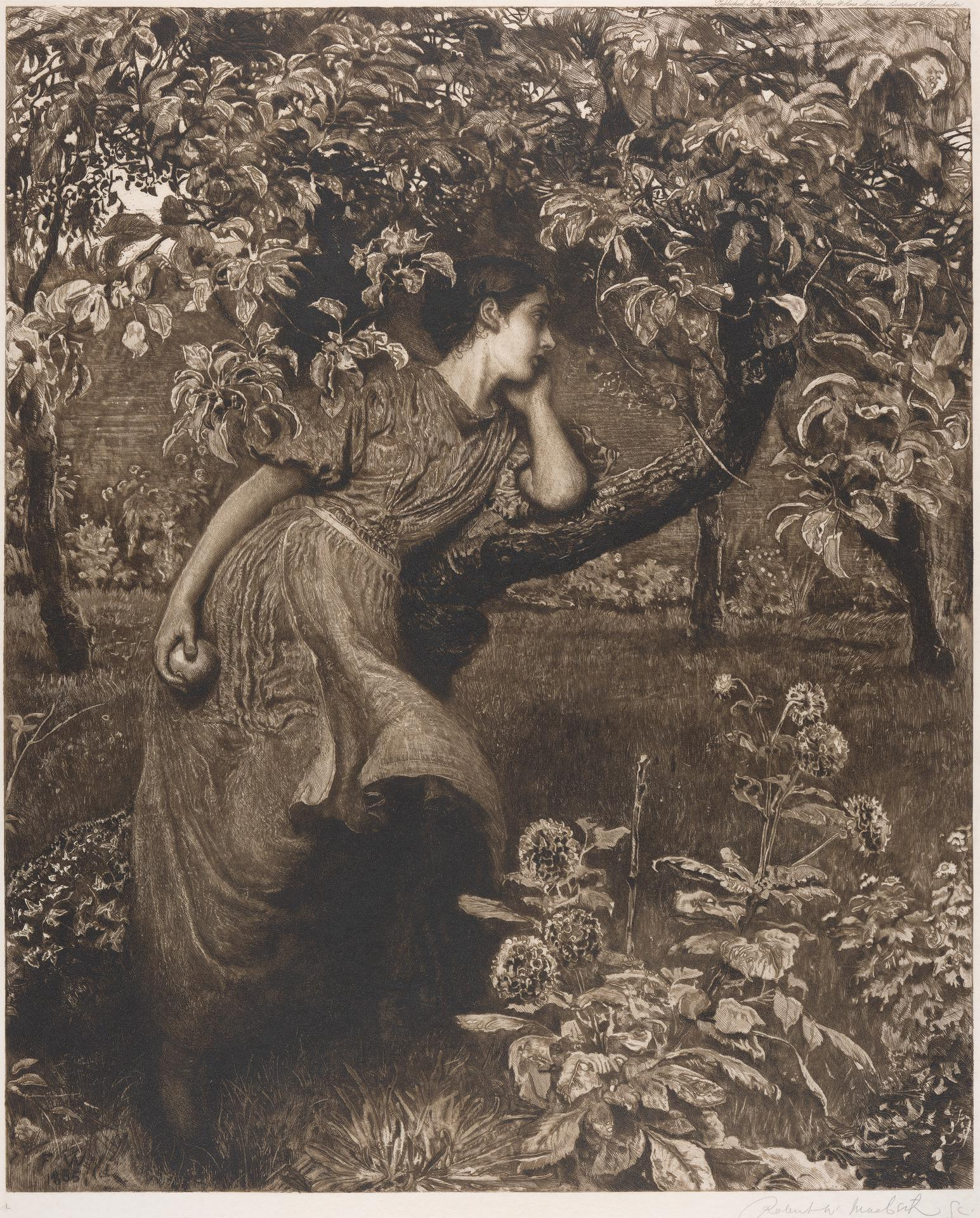
版画「秋」(1855)